# Mimasaka (provincia)
Mimasaka (美作国?, Mimasaka-no kuni), o Sakushu (作州?, Sakushū), fu una provincia del Giappone, sull'isola di Honshū che forma la parte nordorientale della prefettura di Okayama. Mimasaka confinava con le province di Bitchu, Bizen, Harima, Hoki, e Inaba.

Mappa delle province giapponesi con la provincia di Mimasaka evidenziata

Mimasaka era priva di sbocchi sul mare ed era spesso governata dal daimyō di Bizen. L'antica capitale e città castello era Tsuyama.